# Can Baró
Can Baró es un barrio del distrito de Horta-Guinardó de Barcelona, situado en la parte alta de la ciudad. 
Se extiende alrededor del Turó de la Rovira, una colina perteneciente a las estribaciones de la sierra de Collserola, con una orografía accidentada con numerosos desniveles, lo que provoca fuertes pendientes en numerosas calles del barrio. Can Baró delimita con los barrios de El Carmelo, El Guinardó y Baix Guinardó del distrito de Horta-Guinardó, así como con el de La Salut del distrito de Gracia.

## Historia
El nombre del barrio proviene de la antigua masía de Can Baró, remodelada en 1647 según consta en la puerta principal; actualmente es un centro educativo. En el siglo XIX era propiedad de Josep Manuel de Pascali i Santpere, barón de Sant Lluís —de ahí el nombre de Can («casa» en catalán) Baró («barón»)—. Sobre la historia antigua del barrio cabe destacar la presencia de un poblado ibérico en el Turó de la Rovira, hallado en 1930 en unos trabajos de construcción. Posteriormente, en 1869, unos nuevos propietarios, los hermanos Joaquín y Luisa de las Llanas y López de la Huerta, residentes en Madrid, parcelaron la finca, siendo el origen de la urbanización del barrio. En aquel entonces la finca pertenecía al antiguo municipio de Sant Martí de Provençals, que fue anexionado a Barcelona en 1897.
Uno de los hechos más destacables en la historia del barrio fue la construcción del depósito de aguas del Parc de les Aigües, que abastecía de agua a la capital, con un suministro procedente del estanque de Dosrius, construido en 1868 en la finca de Can Baró. Posteriormente, en 1886 se construyó otro depósito en la cima del Turó de la Rovira, llamado depósito de Les Altures, con capacidad para 1000 m³. Cabe destacar también la presencia en la finca de Can baró de unas canteras que fueron explotadas hasta bien entrado el siglo XX.

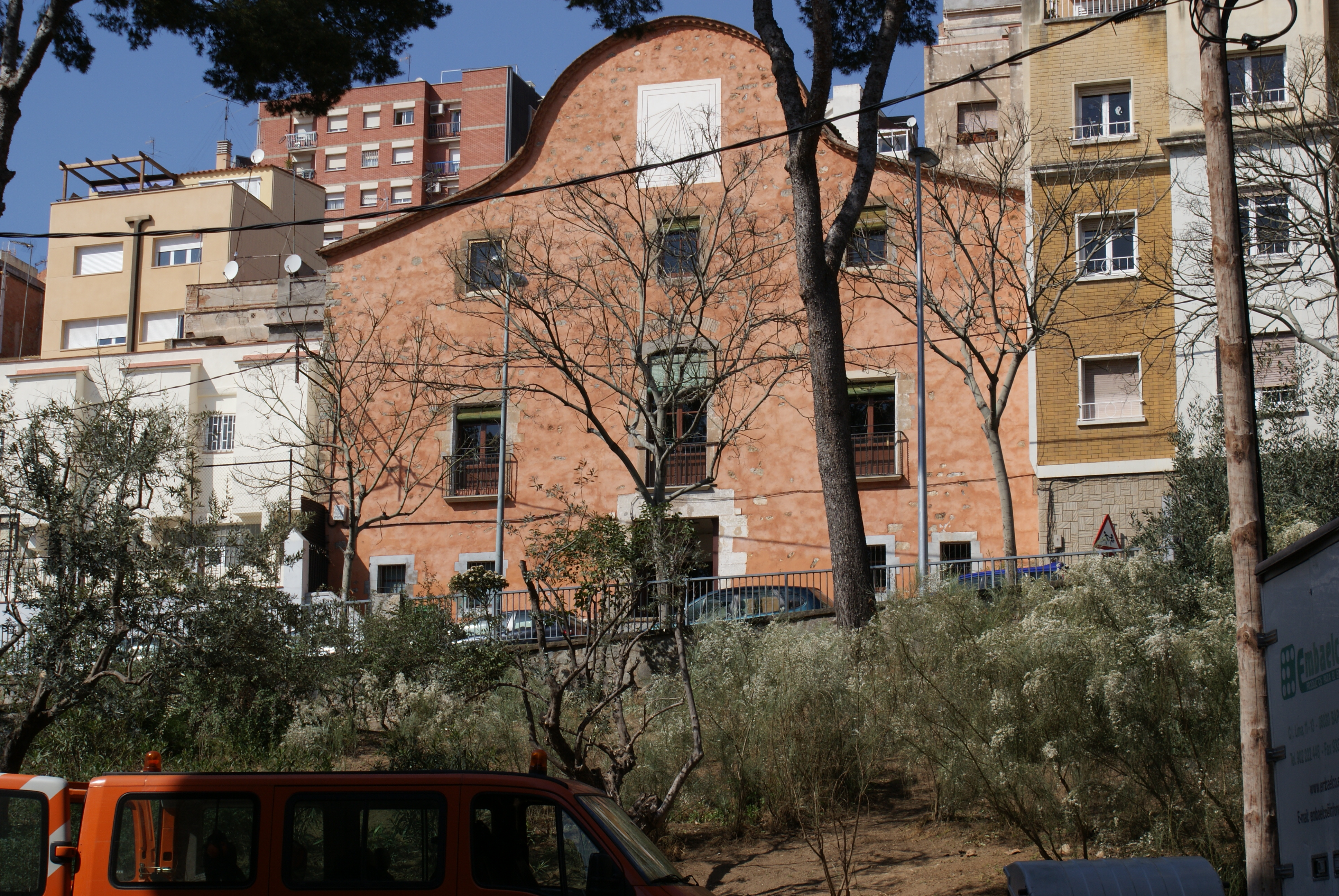
La masía de Can Baró.

Durante la Guerra Civil se instalaron unas baterías antiaéreas en el Turó de la Rovira, concretamente cuatro cañones Vickers de 105 mm., que entraron en funcionamiento el 3 de marzo de 1938. Al final de la guerra solo quedaban dos cañones en funcionamiento, que continuaron en su emplazamiento hasta una fecha indeterminada en que fueron retirados. En 2006 la zona fue rehabilitada como centro de estudio para la memoria histórica.
A lo largo del siglo XX Can Baró, como El Carmelo y otros barrios de la zona, fue centro de una intensa inmigración del resto del país, que propició el fenómeno del barraquismo, junto a la carencia de servicios básicos que no fue subsanada hasta los años 80 y 90. Actualmente es una zona en rehabilitación, con el parque municipal de los Tres Cerros que comprende las tres colinas de la zona: la de la Rovira, la del Carmelo y la de la Creueta del Coll.

## Transportes
El barrio dispone de varias líneas de autobús: D40, 24, 28, 39, 55, 74, 86, 114 y 119. Actualmente se está construyendo la línea 9 del Metro de Barcelona, que dará servicio al barrio. Mientras tanto, la estación de metro más cercana es Alfonso X de la línea 4.